# AMD APU
AMD Accelerated Processing Unit (APU ), раніше відомий як Fusion (від англ. fusion — укр. «злиття») —, є маркетинговим терміном для серії 64-розрядних гібридних мікропроцесорів від Advanced Micro Devices (AMD), призначених для роботи в якості центрального процесора (CPU) та графічного процесора (GPU) на одному кристалі.

## Історія розробки
Розробка технології «Fusion» стала можливою після придбання компанією AMD канадської компанії ATI 25 жовтня 2006. У червні 2006 року співробітник AMD Генрі Річард (англ. Henri Richard) дав інтерв'ю сайту DigiTimes, в якому натякав на появу новітньої архітектури APU:

Питання: Які ваші перспективи в розробці нової процесорної архітектури на наступні три-чотири роки?
Відповідь: Як прокоментував Дірк Мейєр (англ. Dirk Meyer) на нашій зустрічі аналітиків, ми не зупинимося. Ми говорили про оновлення поточної архітектури K8, яке відбудеться в 2007 році. Ми плануємо наступні удосконалення нової архітектури: продуктивність операцій з цілими числами, продуктивність операцій з дійсними числами, пропускна здатність пам'яті, з'єднання і так далі. Ви знаєте, що наша платформа все ще міцно стоїть, але, звичайно, ми не зупинимося, і у нас вже є ядро нового покоління, над яким ми працюємо. Я не можу надати вам зараз більше подробиць, але я думаю, що важливо те, що ми чітко встановили, що це — гонки двох коней. І, як це буває в кінських забігах, навіть якщо один кінь трохи обганяє іншу, то це повністю змінює ситуацію. Але важливо те, що це — гонка.
Оригінальний текст (англ.)
Question: What is your broad perspective on the development of AMD processor technology over the next three to four years?
Answer: Well, as Dirk Meyer commented at our analysts meeting, we're not standing still. We've talked about the refresh of the current K8 architecture that will come in '07, with significant improvements in many different areas of the processor, including integer performance, floating point performance, memory bandwidth, interconnections and so on. You know that platform still has a lot of legs under it, but of course we're not standing still, and there's a next-generation core that's being worked on. I can't give you more details right now, but I think that what's important is that we're establishing clearly that this is a two-horse race. And as you would expect in a race, sometimes, when one horse is a little bit in front of the other, it reverses the situation. But what's important is that it is a race.

Пізніше у 2006 році в інтерв'ю з CRN.com, співробітник AMD Маріо Ріваса (англ. Mario Rivas) заявив:

З програмою Fusion компанія AMD сподівається надати багатоядерні продукти, використовуючи різні типи процесорних блоків. Наприклад, GPU буде виділятися в багатьох задачах з паралельним обчисленням, в той час як центральний процесор візьме на себе важку роботу перемелювання чисел. Fusion-процесори з CPU і GPU, інтегрованими в одній архітектурі, повинні зробити життя системних програмістів і розробників додатків набагато простіше. "

Тоді у 2006 році планувалося, що ця технологія буде доступною вже в другій половині 2009 року і стане абсолютно новою процесорною архітектури для AMD. У квітні 2009 року а з'явилася новина про те, що AMD зібрала пробну версію першого покоління AMD Fusion під кодовою назвою «Llano» та була задоволена результатами. APU «Llano» мали складатися з чотирьох ядер класу Phenom II з 4 Мб кеш-пам'яті L3 і контролером DDR3 1600 МГц, а також з графічним ядром з підтримкою Direct3D 11 і шиною PCI Express 2.0 для зовнішньої відеокарти. Це мало вироблятися по 45-нанометровим техпроцесу. Але у 2009 році AMD так і не встигла налагодити масове виробництво APU. Пізніше, каліфорнійський розробник надіявся, що зможе представити перший Fusion APU на основі 45-нанометрового техпроцесу вже на початку 2010 року. Але на жаль, початкові плани AMD не справдилися, у зв'язку з низькою продуктивністю прототипних чипів і компанія була змушена перенести початок масового виробництва першого гібридного процесора Fusion на 2011 рік, коли почалося масове виробництво чипів AMD за 32 нм. техроцесом. Врешті решт у 2011 році AMD представило чотири модифікації AMD Fusion — Llano, Zacate, Desna та Ontario.

## AMD Fusion APU

### Прототипи

#### Початкова КонцепціяAPUAMD Fusion
- Гетерогенна багатоядерна мікропроцесорна архітектура, яка комбінує процесорні ядра загального призначення з послідовною обробкою даних і багатопотокові графічні ядра з паралельною обробкою даних в одному процесорному кристалі.
- Чотири платформи зосереджуються на чотирьох аспектах використання:[12]
  - загальне призначення (англ. General Purpose);
  - дата-центричність (англ. Data Centric);
  - графіко-центричність (англ. Graphics Centric);
  - медіа-центричність (англ. Media Centric);
- Процесори серії AMD Fusion будують нову модульну методологію дизайну, під назвою M-SPACE (пізніше APU), яка об'єднує на одній мікросхемі CPU та GPU. Ця багатоядерна архітектура має низку переваг у порівнянні з традиційно відокремленими CPU та GPU. Так APU є значно гнучкішою архітектурою, яка дозволяє мінімізувати архітектурні зміни між різними комбінаціями компонентів. Вбудоване графічне ядро може бути змінено без необхідності редизайну всього процесорного кристала.
- Продукти AMD Fusion мають вбудовану 16 лінійну шину PCI Express 2.0.
- Апаратна реалізація блоку UVD 3 (англ. Unified Video Decoder), що забезпечує підтримку повного апаратного декодування відеопотоків форматів MPEG2, VC-1 і H.264.[13]
- Архітектура APU AMD Fusion дозволяє мати на 10 % більше пінів, ніж традиційний CPU (За переконанням Дейва Ортона (англ. Dave Orton).
- APU AMD Fusion мають чотири різних сокета (роз'єма), кожен з яких призначений для свого сегмента ринку.
  -     - Сокет Socket FM1 (PGA) — для настільних комп'ютерів
    - Socket FS1 (μPGA), Socket FP1 (BGA), Socket FT1 (BGA) — для ринку неттопів і ноутбуків.

##### Серія Falcon
Процесори серії Falcon були анонсовані в липні 2008 року на AMD Technology Analyst Day. Цільовим риноком процесора Bulldozer із серії Falcon мали стати настільні системи з енергоспоживанням від 10 Вт до 100 Вт Bobcat, із серії Falcon, орієнтованих на ринок мобільних телефонів, UMPC і кишенькових пристроїв з енергоспоживанням від 1 Вт до 10 Вт

##### Серія Swift
Процесори серії Swift планувалось базувати на основі архітектури Stars із використанням 45-нм техпроцесу. Вони були націлені на ринок ноутбуків. Була заявлена підтримка стандарту пам'яті DDR3. Процесори серії Swift повинні були мати повністю DirectX10-сумісне графічне ядро на основі чипа Radeon RV710. Планувалась наявність повної підтримки технологій PowerXpress і Hybrid CrossFireX. TDP: 5-8 Вт (під навантаженням), 0.6-0.8 Вт (в режимі простою). Планувалось дві версії процесорів Swift: White Swift (заснований на 1-м ядрі) і Black Swift (заснований на 2-х ядрах).
Пізніше план випуску процесорів змінили і «Swift» був повністю скасований. Причина була пов'язана з поганим виходом придатних чипів на 45-нм техпроцесі.

### Покоління APU

#### Перше Покоління AMD Fusion (Llano, Bobcat та Brazos (2011, 32 нм))[17]
Замість серії Swift було створену серії Bobcat (ультрабуки з дуже низьким електро-споживанням) та Llano (ноутбуки). Це були перші Fusion APU, орієнтованими на різні сегменти ринку.
- Перше покоління AMD Fusion для ноутбуків (Llano APU)
- Llano засновано на модифікованому ядрі покоління Stars. Випускається на потужностях GlobalFoundries по 32-нм SOI техпроцесу з використанням матеріалів, що мають високе значення діелектричної константи (high-k) і транзисторів з металевим затвором (metal gate). Llano буде доступний в двох-, трьох-і чотирьохядерних варіантах.
- Ядро Bobcat, на відміну від Intel Atom, має позачергових виконанням команд і є основою для Ontario (TDP 9 Вт) і Zacate (TDP 18 Вт) APU, які будуть доступні в одно-і двоядерних варіантах.
- Процесорні і графічні ядра знаходяться на одній підкладці.
- Включають ядро GPU, повністю сумісний з DirectX 11.
- Llano має інтегрований контролер PCI Express 2.0, двоканальний контролер пам'яті з підтримкою модулів до DDR3 -1600 і 1 Мб L2 кешу на ядро (L3 кеш відсутній).
- Трьох-і чотириядерні процесори Llano звуться «Beavercreek», а двоядерні — «Winterpark».[19][20][21]

##### Brazos (Ультра-портативні)
Brazos — це перша мобільна платформа AMD, до складу якої увійшли гібридні процесори (APU), що об'єднують центральні і графічні ядра на одному кремнієвому кристалі. До постачань перших процесорів платформи Brazos, що отримав кодові імена Ontario і Zacate, виробник приступив у кінці 2010, а перші ноутбуки з ними з'явилися на початку 2011 року.
Офіційно AMD вперше представив ультра-портативну платформу Brazos 5 січня 2011, це четверта мобільна платформа від AMD, направлена на ринок ультра-портативних (англ. ultra-portable) ноутбуків. Платформа складалась з 40 нм AMD Ontario (a 9-Ватт APU для нетбуків та для компактних десктопів та приладів) та Zacate APU (на 18-Ватт TDP APU для ультра-тонких, мейнстрімнийх та дешевих ноутбуків а також десктопів все-в-одному).
Обидві низько-вольтні APU версії включали два Bobcat x86 ядра та повністю підтримували DirectX11, DirectCompute (Microsoft інтерфейс програмування для GPU обчислень) та OpenCL (платформонезалежний програмувальний інтерфесовий стандарт для багатоядерних x86 та прискореного GPU обчислення). Обидва також включали UVD вбудований апаратний прискорювач для HD відео включно з 1080p роздільністю. Ця платформа складається з:
| AMD мобільна       | Почакова платформа |
| ------------------ | --- |
| Мобільний процесор | Процесори - Одно або Дво-ядерні 64-bit процесори під кодовою назвою Ontario, Zacate та з наступними характеристиками: - вироблені по 40 нм CMOS процесу - підтримували пам'ять DDR3 1066 МГц - 9 Вт або 18 ВТ Загальна Спроектована Потужність (ЗСП) (англ. Total Design Power (TDP)) - Radeon HD 6xxx GPU по 40 нм техпроцесі - Графічне ядро Cedar з 80 SP - DirectX 11, OpenGL 4.0 та OpenCL 1.1 - UNB/MC інтерфейс шини - без плаваючої крапки подвійної-чіткості (англ. double precistion floating point) - незалежне від кута анізотропне фільтрування, UVD 3 - Eyefinity сумісність, з підтримкою аж до 3 виходів |
| Мобільний чипсет   | - A50M (Hudson-M1) |

| Brazos IGP Overview | Brazos IGP Overview | Brazos IGP Overview   | Brazos IGP Overview | Brazos IGP Overview | Brazos IGP Overview | Brazos IGP Overview | Brazos IGP Overview | Brazos IGP Overview     | Brazos IGP Overview | Brazos IGP Overview | Brazos IGP Overview | Brazos IGP Overview | Brazos IGP Overview | Brazos IGP Overview |
| Модель              | Випущео             | Кодова назва          | Fab (нм)            | (МГц) Ядра          | Конфіг ядро 1       | Пропускна швидкість | Пропускна швидкість | Пам'ять                 | Пам'ять             | Пам'ять             | GFLOPS              | Об'єднане ЗСП 2 (W) | Об'єднане ЗСП 2 (W) | Примітки            |
| Модель              | Випущео             | Кодова назва          | Fab (нм)            | (МГц) Ядра          | Конфіг ядро 1       | Пікселів (ГП/с)     | Текстура(ГТ/с)      | Промускна здібн. (ГБ/с) | Тип шини            | Ширина шини (біт)   | GFLOPS              | При відочику        | Максимальна         | Примітки            |
| ------------------- | ------------------- | --------------------- | ------------------- | ------------------- | ------------------- | ------------------- | ------------------- | ----------------------- | ------------------- | ------------------- | ------------------- | ------------------- | ------------------- | ------------------- |
| Radeon HD 6250      | Jan 4, 2011         | Palm , Sumo, Wrestler | 40                  | 276/277             | 80:8:4              | 1.12                | 2.24                | 8.525                   | DDR3-1066           | 64                  | 44.8                |                     | 9                   |                     |
| Radeon HD 6290      | Aug 22, 2011        | Palm , Sumo, Wrestler | 40                  | 276-400             | 80:8:4              | 1.12                | 2.24                | 8.525                   | DDR3-1066           | 64                  | 44.8                |                     | 9                   |                     |
| Radeon HD 6310      | Jan 4, 2011         | Palm , Sumo, Wrestler | 40                  | 488/492/500         | 80:8:4              | 2.0                 | 4.0                 | 8.525                   | DDR3-1066           | 64                  | 80                  |                     | 18                  |                     |
| Radeon HD 6320      | Aug 22, 2011        | Palm , Sumo, Wrestler | 40                  | 508-600             | 80:8:4              | 2.0                 | 4.0                 | ?                       | DDR3-1333           | 64                  | 80                  |                     | 18                  |                     |

- 1 Unified Shaders (Vertex shader/Геометричний шейдер/Pixel shader) : Texture mapping unit : Render Output unit
- 2 TDP specified for AMD reference designs, includes CPU power consumption. Actual TDP of retail products may vary.

1. ↑  used in C-30 (1.2 GHz) and C-50 (1.0 GHz) APU, paired with Hudson-M1 SB, socket FT1 (BGA-413)

###### «Ontario» (40nm)
- All models support: SSE, SSE2, SSE3, SSSE3, SSE4a, NX bit, AMD64, PowerNow!, AMD-V
- Memory support: DDR3 SDRAM, DDR3L SDRAM (Single-channel, up to 1066 MHz)
- Config GPU are Unified Shaders (Vertex shader/Геометричний шейдер/Pixel shader) : Texture mapping unit : Render Output unit

| Model Number                                         | Step. | CPU   | CPU     | CPU      | CPU        | CPU   | CPU         | GPU     | GPU    | GPU         | Memory Support | UMI      | TDP | Роз'єм процесора     | Released        | Part Number   |
| Model Number                                         | Step. | Cores | Freq.   | Turbo    | L2 кеш     | Multi | Voltage     | Model   | Config | Freq.       | Memory Support | UMI      | TDP | Роз'єм процесора     | Released        | Part Number   |
| ---------------------------------------------------- | ----- | ----- | ------- | -------- | ---------- | ----- | ----------- | ------- | ------ | ----------- | -------------- | -------- | --- | -------------------- | --------------- | ------------- |
| C-30 [Архівовано 10 березня 2012 у Wayback Machine.] | B0    | 1     | 1.2 GHz | Н/Д      | 512 KB     | 12×   | 1.25 — 1.35 | HD 6250 | 80:8:4 | 276 MHz     | DDR3-1066      | 2.5 GT/s | 9 W | Socket FT1 (BGA-413) | January 4, 2011 | CMC30AFPB12GT |
| C-50                                                 | B0    | 2     | 1.0 GHz | Н/Д      | 2 × 512 KB | 10×   | 1.05 — 1.35 | HD 6250 | 80:8:4 | 277 MHz     | DDR3-1066      | 2.5 GT/s | 9 W | Socket FT1 (BGA-413) | January 4, 2011 | CMC50AFPB22GT |
| C-60                                                 | C0    | 2     | 1.0 GHz | 1.33 GHz | 2 × 512 KB | 10×   |             | HD 6290 | 80:8:4 | 276-400 MHz | DDR3-1066      | 2.5 GT/s | 9 W | Socket FT1 (BGA-413) | August 22, 2011 |               |

###### «Zacate» (40nm)
- All models support: SSE, SSE2, SSE3, SSSE3, SSE4a, NX bit, AMD64, PowerNow!, AMD-V+RVI
- All models use the BGA-413 socket
- All models support single-channel DDR3 SDRAM, DDR3L SDRAM
- Config GPU are Unified Shaders (Vertex shader/Геометричний шейдер/Pixel shader) : Texture mapping unit : Render Output unit

| Model Number | Step. | CPU   | CPU      | CPU   | CPU                                    | CPU   | CPU          | GPU     | GPU    | GPU         | Memory Support | UMI      | TDP  | Роз'єм процесора     | Released        | Part Number   |
| Model Number | Step. | Cores | Freq.    | Turbo | Кеш_процесора#Багаторівневі_кешіL2 кеш | Multi | Voltage      | Model   | Config | Freq.       | Memory Support | UMI      | TDP  | Роз'єм процесора     | Released        | Part Number   |
| ------------ | ----- | ----- | -------- | ----- | -------------------------------------- | ----- | ------------ | ------- | ------ | ----------- | -------------- | -------- | ---- | -------------------- | --------------- | ------------- |
| E-240        | B0    | 1     | 1.5 GHz  | Н/Д   | 512 KB                                 | 15×   | 1.175 — 1.35 | HD 6310 | 80:8:4 | 500 MHz     | DDR3-1066      | 2.5 GT/s | 18 W | Socket FT1 (BGA-413) | January 4, 2011 | EME240GBB12GT |
| E-300        | B0    | 2     | 1.3 GHz  | Н/Д   | 2 × 512 KB                             | 13×   |              | HD 6310 | 80:8:4 | 488 MHz     | DDR3-1066      | 2.5 GT/s | 18 W | Socket FT1 (BGA-413) | August 22, 2011 | EME300GBB22GV |
| E-350        | B0    | 2     | 1.6 GHz  | Н/Д   | 2 × 512 KB                             | 16×   | 1.25 — 1.35  | HD 6310 | 80:8:4 | 492 MHz     | DDR3-1066      | 2.5 GT/s | 18 W | Socket FT1 (BGA-413) | January 4, 2011 | EME350GBB22GT |
| E-450        | B0    | 2     | 1.65 GHz | Н/Д   | 2 × 512 KB                             | 16.5× |              | HD 6320 | 80:8:4 | 508–600 MHz | DDR3-1333      | 2.5 GT/s | 18 W | Socket FT1 (BGA-413) | August 22, 2011 | EME450GBB22GV |

###### «Desna» (40nm)
- All models support: SSE, SSE2, SSE3, SSSE3, SSE4a, NX bit, AMD64, PowerNow!, AMD-V
- Memory support: DDR3 SDRAM, DDR3L SDRAM (Single-channel, up to 1066 MHz)
- Config GPU are Unified Shaders (Vertex shader/Геометричний шейдер/Pixel shader) : Texture mapping unit : Render Output unit

| Model Number | Step. | CPU   | CPU     | CPU   | CPU        | CPU   | CPU     | GPU     | GPU    | GPU     | Memory Support | UMI      | TDP   | Роз'єм процесора     | Released     | Part Number |
| Model Number | Step. | Cores | Freq.   | Turbo | L2 кеш     | Multi | Voltage | Model   | Config | Freq.   | Memory Support | UMI      | TDP   | Роз'єм процесора     | Released     | Part Number |
| ------------ | ----- | ----- | ------- | ----- | ---------- | ----- | ------- | ------- | ------ | ------- | -------------- | -------- | ----- | -------------------- | ------------ | ----------- |
| Z-01         | B0    | 2     | 1.0 GHz | Н/Д   | 2 × 512 KB | 10×   |         | HD 6250 | 80:8:4 | 276 MHz | DDR3-1066      | 2.5 GT/s | 5.9 W | Socket FT1 (BGA-413) | June 1, 2011 |             |

##### Lynx (Десктопи)
- All models support: MMX, SSE, SSE2, SSE3, SSE4a, Enhanced 3DNow!, NX bit, AMD64, Cool'n'Quiet, AMD-V, Turbo Core (AMD equivalent of Intel Turbo Boost)
- Memory support: DDR3 SDRAM-1866 (up to PC3-15000)
- All models support DirectX 11, OpenGL 4.0 and OpenCL 1.1
- All models feature the UNB/MC Bus interface
- All models feature Angle independent anisotropic filtering, UVD3, & Eyefinity capabilities, supporting up to 3 outputs.
- None of the Lynx models feature double-precision GPU FP.

| Lynx IGP Overview | Lynx IGP Overview | Lynx IGP Overview | Lynx IGP Overview | Lynx IGP Overview | Lynx IGP Overview | Lynx IGP Overview | Lynx IGP Overview | Lynx IGP Overview | Lynx IGP Overview | Lynx IGP Overview | Lynx IGP Overview | Lynx IGP Overview | Lynx IGP Overview | Lynx IGP Overview |
| Model             | Released          | Кодове ім'я       | Fab (nm)          | Core Clock (MHz)  | Config core1      | Fillrate          | Fillrate          | Shared Memory     | Shared Memory     | Shared Memory     | GFLOPS            | Combined TDP2 (W) | Combined TDP2 (W) | Notes             |
| Model             | Released          | Кодове ім'я       | Fab (nm)          | Core Clock (MHz)  | Config core1      | Pixel (GP/s)      | Texture (GT/s)    | Bandwidth (GB/s)  | Bus type          | Bus width (bit)   | GFLOPS            | Idle              | Max.              | Notes             |
| ----------------- | ----------------- | ----------------- | ----------------- | ----------------- | ----------------- | ----------------- | ----------------- | ----------------- | ----------------- | ----------------- | ----------------- | ----------------- | ----------------- | ----------------- |
| Radeon HD 6370D   | 4th quarter 2011  | WinterPark, Sumo2 | 32                | 443               | 160:8:4           | 1.77              | 3.54              | 25.6              | DDR3-1600         | 128               | 142               |                   | 65                |                   |
| Radeon HD 6410D   | Jun 20, 2011      | WinterPark, Sumo2 | 32                | 600               | 160:8:4           | 2.4               | 4.8               | 29.9              | DDR3-1866         | 128               | 192               |                   | 65                |                   |
| Radeon HD 6530D   | Jun 20, 2011      | BeaverCreek       | 32                | 443               | 320:16:8          | 3.54              | 7.08              | 29.9              | DDR3-1866         | 128               | 284               |                   | 65-100            |                   |
| Radeon HD 6550D   | Jun 20, 2011      | BeaverCreek       | 32                | 600               | 400:20:8          | 4.8               | 12                | 29.9              | DDR3-1866         | 128               | 480               |                   | 65-100            |                   |

- 1 Unified Shaders (Vertex shader/Геометричний шейдер/Pixel shader) : Texture mapping unit : Render Output unit
- 2 TDP specified for AMD reference designs, includes CPU power consumption. Actual TDP of retail products may vary.

###### «Llano» (32nm)

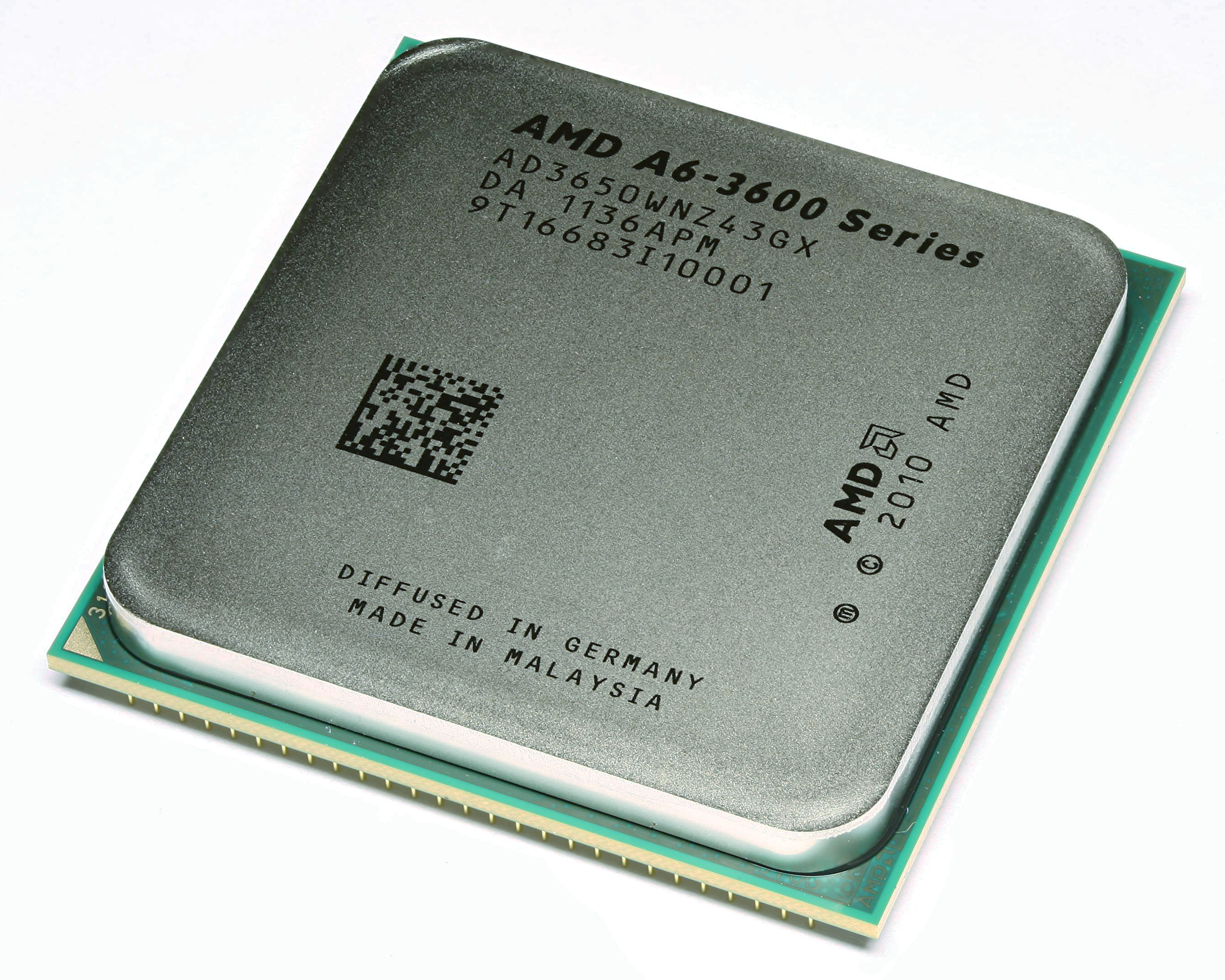
An AMD A6-3650 APU

- All models feature upgraded Stars (Mobile Phenom II architecture)[28] CPU cores (Husky) with no L3 cache, and with Evergreen family graphics, specifically Redwood-class integrated graphics on die (WinterPark for the dual-core variants and BeaverCreek for the quad-core variants).
- All models are manufactured on GlobalFoundries' 32 nm SOI process.
- All Lynx desktop models support up to 4 DIMMs of DDR3-1866 memory and Sabine mobile models support up to 2 DIMMs of DDR3-1333 / DDR3-1600 dual-channel memory.
- All models feature UVD3 for hardware video decoding, including 120 Hz stereoscopic 3D support.[29]
- All models have an integrated PCIe 2.0 controller.
- Select models support AMD's Turbo Core technology for faster CPU operation when the thermal specification permits.
- Select models support Hybrid Graphics technology to assist a discrete Radeon HD 6450, 6570, or 6670 discrete graphics card. This is similar to the Hybrid CrossFireX technology.

| Model Number | Step. | CPU   | CPU     | CPU     | CPU        | CPU   | CPU             | GPU      | GPU      | GPU              | Memory Support | UMI    | TDP   | Роз'єм процесора | Release Date      | Price at introduction2 | Part Number(s)              |
| Model Number | Step. | Cores | Freq.   | Turbo   | L2-кеш     | Multi | Voltage         | Model    | Config1  | Freq.            | Memory Support | UMI    | TDP   | Роз'єм процесора | Release Date      | Price at introduction2 | Part Number(s)              |
| ------------ | ----- | ----- | ------- | ------- | ---------- | ----- | --------------- | -------- | -------- | ---------------- | -------------- | ------ | ----- | ---------------- | ----------------- | ---------------------- | --------------------------- |
| E2-3200      | B0    | 2     | 2.4 GHz | Н/Д     | 2 × 512 KB | 24x   | 0.4125 — 1.4125 | HD 6370D | 160:8:4  | 443 MHz          | DDR3-1600      | 5 GT/s | 65 W  | Socket FM1       | 4th quarter 2011  |                        | ED3200OJZ22GX ED3200OJGXBOX |
| A4-3300      | B0    | 2     | 2.5 GHz | Н/Д     | 2 × 512 KB | 25x   | 0.4125 — 1.4125 | HD 6410D | 160:8:4  | 443 MHz          | DDR3-1600      | 5 GT/s | 65 W  | Socket FM1       | September 7, 2011 | $64                    | AD3300OJZ22GX AD3300OJGXBOX |
| A4-3400      | B0    | 2     | 2.7 GHz | Н/Д     | 2 × 512 KB | 27x   | 0.4125 — 1.4125 | HD 6410D | 160:8:4  | 600 MHz          | DDR3-1600      | 5 GT/s | 65 W  | Socket FM1       | September 7, 2011 | $69                    | AD3400OJZ22GX AD3400OJGXBOX |
| A4-3420      | B0    | 2     | 2.8 GHz | Н/Д     | 2 × 512 KB | 28x   | 0.4125 — 1.4125 | HD 6410D | 160:8:4  | 600 MHz          | DDR3-1600      | 5 GT/s | 65 W  | Socket FM1       | December 26, 2011 |                        | AD3420OJZ22HX               |
| A6-3500      | B0    | 3     | 2.1 GHz | 2.4 GHz | 3 × 1 MB   | 21x   | 0.4125 — 1.4125 | HD 6530D | 320:16:8 | 443 MHz          | DDR3-1866      | 5 GT/s | 65 W  | Socket FM1       | August 17, 2011   | $89                    | AD3500OJZ33GX AD3500OJGXBOX |
| A6-3600      | B0    | 4     | 2.1 GHz | 2.4 GHz | 4 × 1 MB   | 21x   | 0.4125 — 1.4125 | HD 6530D | 320:16:8 | 443 MHz          | DDR3-1866      | 5 GT/s | 65 W  | Socket FM1       | August 8, 2011    | $109                   | AD3600OJZ43GX AD3600OJGXBOX |
| A6-3620      | B0    | 4     | 2.2 GHz | 2.5 GHz | 4 × 1 MB   | 22x   | 0.4125 — 1.4125 | HD 6530D | 320:16:8 | 443 MHz          | DDR3-1866      | 5 GT/s | 65 W  | Socket FM1       | December 26, 2011 |                        | AD3620OJZ43GX AD3620OJGXBOX |
| A6-3650      | B0    | 4     | 2.6 GHz | Н/Д     | 4 × 1 MB   | 26x   | 0.4125 — 1.4125 | HD 6530D | 320:16:8 | 443 MHz          | DDR3-1866      | 5 GT/s | 100 W | Socket FM1       | June 30, 2011     | $115                   | AD3650WNZ43GX AD3650WNGXBOX |
| A6-3670K     | B0    | 4     | 2.7 GHz | Н/Д     | 4 × 1 MB   | 27x   | 0.4125 — 1.4125 | HD 6530D | 320:16:8 | 443 MHz unlocked | DDR3-1866      | 5 GT/s | 100 W | Socket FM1       | December 26, 2011 | $115                   | AD3670WNZ43GX AD3670WNGXBOX |
| A8-3800      | B0    | 4     | 2.4 GHz | 2.7 GHz | 4 × 1 MB   | 24x   | 0.4125 — 1.4125 | HD 6550D | 400:20:8 | 600 MHz          | DDR3-1866      | 5 GT/s | 65 W  | Socket FM1       | August 8, 2011    | $129                   | AD3800OJZ43GX AD3800OJGXBOX |
| A8-3820      | B0    | 4     | 2.5 GHz | 2.8 GHz | 4 × 1 MB   | 25x   | 0.4125 — 1.4125 | HD 6550D | 400:20:8 | 600 MHz          | DDR3-1866      | 5 GT/s | 65 W  | Socket FM1       | December 26, 2011 |                        | AD3820OJZ43GX AD3820OJGXBOX |
| A8-3850      | B0    | 4     | 2.9 GHz | Н/Д     | 4 × 1 MB   | 29x   | 0.4125 — 1.4125 | HD 6550D | 400:20:8 | 600 MHz          | DDR3-1866      | 5 GT/s | 100 W | Socket FM1       | June 30, 2011     | $135                   | AD3850WNZ43GX AD3850WNGXBOX |
| A8-3870K     | B0    | 4     | 3.0 GHz | Н/Д     | 4 × 1 MB   | 30x   | 0.4125 — 1.4125 | HD 6550D | 400:20:8 | 600 MHz unlocked | DDR3-1866      | 5 GT/s | 100 W | Socket FM1       | December 26, 2011 | $135                   | AD3870WNZ43GX AD3870WNGXBOX |

- 1 Unified Shaders (Vertex shader/Геометричний шейдер/Pixel shader) : Texture mapping unit : Render Output unit
- 2 Per 1000 units

##### Sabine (Ноутбуки)
- All models support: SSE, SSE2, SSE3, SSE4a, Enhanced 3DNow!, NX bit, AMD64, PowerNow!, AMD-V
- All models support 1.35 V DDR3L-1333 memory, in addition to regular 1.5 V DDR3 memory specified.
- mobile platform
- All models support DirectX 11, OpenGL 4.0 and OpenCL 1.1
- All models feature the UNB/MC Bus interface
- All models do not feature double-precision FP
- All models feature Angle independent anisotropic filtering, UVD3, & Eyefinity capabilities, supporting up to 3 outputs.
- 1 Unified Shaders (Vertex shader/Геометричний шейдер/Pixel shader) : Texture mapping unit : Render Output unit
- 2 TDP specified for AMD reference designs, includes CPU power consumption. Actual TDP of retail products may vary.

| Sabine IGP Overview | Sabine IGP Overview | Sabine IGP Overview | Sabine IGP Overview | Sabine IGP Overview | Sabine IGP Overview | Sabine IGP Overview | Sabine IGP Overview | Sabine IGP Overview | Sabine IGP Overview | Sabine IGP Overview | Sabine IGP Overview | Sabine IGP Overview | Sabine IGP Overview | Sabine IGP Overview |
| Model               | Released            | Кодове ім'я         | Fab                 | Core Clock (MHz)    | Config core1        | Fillrate            | Fillrate            | Shared Memory       | Shared Memory       | Shared Memory       | GFLOPS              | Combined TDP2 (W)   | Combined TDP2 (W)   | Notes               |
| Model               | Released            | Кодове ім'я         | Fab                 | Core Clock (MHz)    | Config core1        | Pixel (GP/s)        | Texture (GT/s)      | Bandwidth (GB/s)    | Bus type            | Bus width           | GFLOPS              | Idle                | Max.                | Notes               |
| ------------------- | ------------------- | ------------------- | ------------------- | ------------------- | ------------------- | ------------------- | ------------------- | ------------------- | ------------------- | ------------------- | ------------------- | ------------------- | ------------------- | ------------------- |
| Radeon HD 6380G     | June 14, 2011       | WinterPark          | 32 nm               | 400                 | 160:8:4             | 1.6                 | 3.2                 | 17.06               | DDR3-1333           | 128-bit             | 128                 |                     | 35                  |                     |
| Radeon HD 6480G     | June 14, 2011       | BeaverCreek         | 32 nm               | 444                 | 240:12:4            | 1.77                | 3.55                | 17.06               | DDR3-1333           | 128-bit             | 213.1               |                     | 35-45               |                     |
| Radeon HD 6520G     | June 14, 2011       | BeaverCreek         | 32 nm               | 400                 | 320:16:8            | 3.2                 | 6.4                 | 17.06               | DDR3-1333           | 128-bit             | 256                 |                     | 35-45               |                     |
| Radeon HD 6620G     | June 14, 2011       | BeaverCreek         | 32 nm               | 444                 | 400:20:8            | 3.55                | 8.88                | 25.6                | DDR3-1600           | 128-bit             | 355.2               |                     | 35-45               |                     |

- 1 Unified Shaders (Vertex shader/Геометричний шейдер/Pixel shader) : Texture mapping unit : Render Output unit
- 2 TDP specified for AMD reference designs, includes CPU power consumption. Actual TDP of retail products may vary.

###### «Llano» (32nm)
| Model Number | Step. | CPU   | CPU     | CPU     | CPU        | CPU   | CPU             | GPU      | GPU      | GPU     | Memory Support | UMI      | TDP  | Роз'єм процесора | Release Date  | Part Number(s) |
| Model Number | Step. | Cores | Freq.   | Turbo   | L2-кеш     | Multi | Voltage         | Model    | Config1  | Freq.   | Memory Support | UMI      | TDP  | Роз'єм процесора | Release Date  | Part Number(s) |
| ------------ | ----- | ----- | ------- | ------- | ---------- | ----- | --------------- | -------- | -------- | ------- | -------------- | -------- | ---- | ---------------- | ------------- | -------------- |
| E2-3000M     | B0    | 2     | 1.8 GHz | 2.4 GHz | 2 × 512 KB | 18x   | 0.9125 — 1.4125 | HD 6380G | 160:8:4  | 400 MHz | DDR3-1333      | 2.5 GT/s | 35 W | Socket FS1       | June 14, 2011 | EM3000DDX22GX  |
| A4-3300M     | B0    | 2     | 1.9 GHz | 2.5 GHz | 2 × 1 MB   | 19x   | 0.9125 — 1.4125 | HD 6480G | 240:12:4 | 444 MHz | DDR3-1333      | 2.5 GT/s | 35 W | Socket FS1       | June 14, 2011 | AM3300DDX23GX  |
| A4-3310MX    | B0    | 2     | 2.1 GHz | 2.5 GHz | 2 × 1 MB   | 21x   | 0.9125 — 1.4125 | HD 6480G | 240:12:4 | 444 MHz | DDR3-1333      | 2.5 GT/s | 45 W | Socket FS1       | June 14, 2011 | AM3310HLX23GX  |
| A6-3400M     | B0    | 4     | 1.4 GHz | 2.3 GHz | 4 × 1 MB   | 14x   | 0.9125 — 1.4125 | HD 6520G | 320:16:8 | 400 MHz | DDR3-1333      | 2.5 GT/s | 35 W | Socket FS1       | June 14, 2011 | AM3400DDX43GX  |
| A8-3500M     | B0    | 4     | 1.5 GHz | 2.4 GHz | 4 × 1 MB   | 15x   | 0.9125 — 1.4125 | HD 6620G | 400:20:8 | 444 MHz | DDR3-1333      | 2.5 GT/s | 35 W | Socket FS1       | June 14, 2011 | AM3500DDX43GX  |
| A6-3410MX    | B0    | 4     | 1.6 GHz | 2.3 GHz | 4 × 1 MB   | 16x   | 0.9125 — 1.4125 | HD 6520G | 320:16:8 | 400 MHz | DDR3-1600      | 2.5 GT/s | 45 W | Socket FS1       | June 14, 2011 | AM3410HLX43GX  |
| A8-3510MX    | B0    | 4     | 1.8 GHz | 2.5 GHz | 4 × 1 MB   | 18x   | 0.9125 — 1.4125 | HD 6620G | 400:20:8 | 444 MHz | DDR3-1600      | 2.5 GT/s | 45 W | Socket FS1       | June 14, 2011 | AM3510HLX43GX  |
| A8-3530MX    | B0    | 4     | 1.9 GHz | 2.6 GHz | 4 × 1 MB   | 19x   | 0.9125 — 1.4125 | HD 6620G | 400:20:8 | 444 MHz | DDR3-1600      | 2.5 GT/s | 45 W | Socket FS1       | June 14, 2011 | AM3530HLX43GX  |
| A8-3550MX    | B0    | 4     | 2.0 GHz | 2.7 GHz | 4 × 1 MB   | 20x   | 0.9125 — 1.4125 | HD 6620G | 400:20:8 | 444 MHz | DDR3-1600      | 2.5 GT/s | 45 W | Socket FS1       | June 14, 2011 | AM3550HLX43GX  |

- 1 Unified Shaders (Vertex shader/Геометричний шейдер/Pixel shader) : Texture mapping unit : Render Output unit
- Hidden APU info found in an AMD System Monitor [Архівовано 6 серпня 2012 у Wayback Machine.] (v1.0.0.2) config file,[30] showing graphics segment model numbers with core/mem clocks; no other APU info available (model, cores, clocks, etc.). HD 6480M may be current model name for older G prefix from the file, thus the G clock info may be applicable.

#### Друге Покоління AMD Fusion (Trinity, Enhanced-Bobcat та Brazos-T (2012, 32 нм)[17]
- Друге покоління AMD Fusion для ноутбуків (Trinity APU)
- В Trinity ядра Stars замінено на ядра Piledriver. Як і Llano, Trinity виробляється за 32-нм SOI техпроцесу.
- APU Fusion на основі Bobcat (Ontario / Zacate), замінено на Enhanced-Bobcat у варіантах (Krishna / Wichita), вироблених по 28-нм bulk техпроцесом.
- Для десктопів / ноутбуків Zacate замінено на Krishna. Доступний у двох- та чотирьохядерних варіантах.
- Для виробів з низьким енергоспоживанням і ультратонких ноутбуків Ontario замінено на Wichita. Доступний з кількістю ядер від одного до чотирьох.

##### Piledriver
- Piledriver is the codename for the new core design (Enhanced-Bulldozer based) that will replace the Husky (Stars based) cores in the A- and E2-series (Llano).
- Like Llano, Piledriver based APUs will be manufactured on the 32 nm SOI process.
- Piledriver will be the first commercial implementation of Cyclos Semiconductor's Resonant Clock Mesh technology. Resonant Clock Meshing implementation is expected to bring better efficiency and cooler temperatures to all AMD Piledriver chips.[31]
- Comal is the mobile platform codename for the Piledriver based APU line. It is to replace the Sabine mobile platform.
- Virgo is the desktop platform codename for the Piledriver based APU line. It is to replace the Lynx desktop platform.
- The chipset series for both Sabine and Lynx will be carried over to Comal and Virgo respectively.
- The processor package for the mobile variant will be revised from FS1 uPGA package to FS1r2 uPGA package.
- The desktop variant will be equipped with Radeon 7000 GPU, 2nd generation Bulldozer core, DDR3-1866 memory controller.
- The processor socket format for the desktop variant will be revised from Socket FM1 to Socket FM2.
- The memory support of mobile processors:
  - 4X00M:
    - DDR3-1600 (1.5V)
    - DDR3L-1600 (1.35V)
    - DDR3U-1333 (1.25V)

  - 4X55M:
    - DDR3-1333 (1.5V)
    - DDR3L-1333 (1.35V)
    - DDR3U-1066 (1.25V)

###### «Trinity», «Weatherford» and «Richland» (all 32nm)[32]
Piledriver based APUs will be divided into three main versions for specific price-points and markets:
- Trinity covers the performance segment of the APU line. It will replace the Llano based A8-series.
- Weatherford covers the upper-mainstream segment. Replacing the Llano based A6-series.
- Richland covers the lower-mainstream segment. It is to replace the Llano based A4-series.

| Model Number | Step. | CPU   | CPU     | CPU     | CPU    | CPU   | CPU     | GPU      | GPU     | GPU         | Memory Support | UMI | TDP   | Роз'єм процесора | Release Date | Price at introduction2 | Part Number(s) |
| Model Number | Step. | Cores | Freq.   | Turbo   | L2-кеш | Multi | Voltage | Model    | Config1 | Freq.       | Memory Support | UMI | TDP   | Роз'єм процесора | Release Date | Price at introduction2 | Part Number(s) |
| ------------ | ----- | ----- | ------- | ------- | ------ | ----- | ------- | -------- | ------- | ----------- | -------------- | --- | ----- | ---------------- | ------------ | ---------------------- | -------------- |
| A4-5300      | TN-A1 | 2     | Н/Д     | Н/Д     | 2 MB   | ?     | ?       | HD 7480D | 128     | 600-800 MHz | DDR3-1600      | ?   | 65 W  | Socket FM2       | 2012         |                        |                |
| A6-5400K     | TN-A1 | 2     | 3.6 GHz | 3.8 GHz | 2 MB   |       |         | HD 7540D | 192     | 600-800 MHz | DDR3-1866      |     | 65 W  | Socket FM2       | 2012         |                        |                |
| A8-5500      | TN-A1 | 4     | 3.2 GHz | 3.7 GHz | 4 MB   |       |         | HD 7560D | 256     | 760 MHz     | DDR3-1866      |     | 65 W  | Socket FM2       | 2012         |                        |                |
| A8-5600K     | TN-A1 | 4     | 3.6 GHz | 3.9 GHz | 4 MB   | 36x   |         | HD 7560D | 256     | 760 MHz     | DDR3-1866      |     | 100 W | Socket FM2       | 2012         |                        |                |
| A10-5700     | TN-A1 | 4     | 3.4 GHz | 4 GHz   | 4 MB   | 34x   |         | HD 7660D | 384     | 760 MHz     | DDR3-1866      |     | 65 W  | Socket FM2       | 2012         |                        |                |
| A10-5800K    | TN-A1 | 4     | 3.8 GHz | 4.2 GHz | 4 MB   | 38x   |         | HD 7660D | 384     | 800 MHz     | DDR3-1866      |     | 100 W | Socket FM2       | 2012         |                        |                |

| Model Number | Step. | CPU   | CPU     | CPU     | CPU      | CPU   | CPU     | GPU      | GPU     | GPU         | Memory Support | UMI | TDP  | Socket       | Release Date | Price at introduction2 | Part Number(s) |
| Model Number | Step. | Cores | Freq.   | Turbo   | L2-Cache | Multi | Voltage | Model    | Config1 | Freq.       | Memory Support | UMI | TDP  | Socket       | Release Date | Price at introduction2 | Part Number(s) |
| ------------ | ----- | ----- | ------- | ------- | -------- | ----- | ------- | -------- | ------- | ----------- | -------------- | --- | ---- | ------------ | ------------ | ---------------------- | -------------- |
| A6-4400M     | ?     | 2     | 2.7 GHz | 3.2 GHz | 1 MB     |       |         | HD 7520G | 192     | 497/686 MHz | DDR3-1600      |     | 35 W | Socket FS1r2 | 2012         |                        |                |
| A6-4455M     | TN-A1 | 2     | 2.1 GHz | 2.6 GHz | 2 MB     | 13X   |         | HD 7500G | 256     | 327/424 MHZ | DDR3-1333      |     | 17 W | Socket FP2   | 2012         |                        |                |
| A8-4500M     | ?     | 4     | 1.9 GHz | 2.8 GHz | 4 MB     |       |         | HD 7640G | 256     | 497/655 MHz | DDR3-1600      |     | 35 W | Socket FS1r2 | 2012         |                        |                |
| A10-4600M    | ?     | 4     | 2.3 GHz | 3.2 GHz | 4 MB     |       |         | HD 7660G | 384     | 497/686 MHz | DDR3-1600      |     | 35 W | Socket FS1r2 | 2012         |                        |                |
| A10-4655M    | ?     | 4     | 2 GHz   | 2.8 GHz | 4 MB     |       |         | HD 7620G | 384     | 360/497 MHz | DDR3-1333      |     | 25 W | Socket FP2   | 2012         |                        |                |

##### Enhanced-Bobcat

###### Brazos 2.0(40 nm)[35]
- For low power/netbooks, the power optimised Brazos 2.0 (Bobcat-based) will replace Brazos platform.
- Processors for Brazos 2.0 are to be manufactured on the 40 nm process.[36]
- The processor package will be revised from FT1 BGA package to FT2 BGA package.

| Model Number | Step. | CPU   | CPU     | CPU   | CPU      | CPU   | CPU     | GPU     | GPU     | GPU         | Memory Support                  | UMI | TDP  | Socket | Release Date | Price at introduction2 | Part Number(s) |
| Model Number | Step. | Cores | Freq.   | Turbo | L2-Cache | Multi | Voltage | Model   | Config1 | Freq.       | Memory Support                  | UMI | TDP  | Socket | Release Date | Price at introduction2 | Part Number(s) |
| ------------ | ----- | ----- | ------- | ----- | -------- | ----- | ------- | ------- | ------- | ----------- | ------------------------------- | --- | ---- | ------ | ------------ | ---------------------- | -------------- |
| E2-1800      | ?     | 2     | 1.7 GHz | ?     | 1 MB     |       |         | HD 7340 | 80      | 523/680 MHz | DDR3-1333 DDR3L1066 DDR3U-1066  |     | 18 W | ?      | 2012         |                        |                |
| E1-1200      | ?     | 2     | 1.4 GHz | ?     | 1 MB     |       |         | HD 7310 | 80      | 500 MHz     | DDR3-1066 DDR3L-1066 DDR3U-1066 |     | 18 W | ?      | 2012         |                        |                |

###### Hondo(40nm)
- For the Tablet market (<4.5 W TDP), Hondo was scheduled replace the Desna based Z-series.[37] It was also expected to be available with 1 to 2 core versions. AMD had scheduled Hondo to begin sampling in December 2011, and start production in Q2, 2012.[38] Hondo is a low power re-architectured variant of Desna. It would have been still manufactured under the 40 nm process by TSMC.[36]

##### Скасовані

###### Скасовані: «Krishna» (28нм) і «Wichita» (28нм)
Наступні процесори так і не вийшли на ринок:
- Для бюджетних настільних ПК і ноутбуків (TDP 18 Вт) процесори Krishna мали замінити Zacate E-series. Планувалися з двома чи чотирма ядрами.
- Для ноутбуків, зі зниженою споживаною потужністю (TDP 9 Вт) процесори Wichita мали замінити Ontario C-series. Планувалися одно- чи двоядерними.

#### Третє Покоління AMD Fusion (Kaveri, Kabini, та Temash (2013, 28 нм)
- Починаючи з APU Kaveri ЦП (CPU) та ГП (GPU) матимуть повноцінний спільний доступ до пам'яті[40]

#### Четверте Покоління AMD Fusion (2015, 20нм)
- Справжнє повноцінне злиття ЦП та ГП в одне ціле.
- Вироблятиметься по 20нм технології
- Підтримуватиме DDR4

## Дорожна мапа AMD Fusion APU
Платформа 2011 року інтегрує центральний процесор, графічний процесор, північний міст, контролер PCI Express, контролер пам'яті DDR3 (англ. memory controller DDR3), та УВД (англ. UVD) на одній й тій же інтегральній схемі. ЦОЕ та ГОЕ було об'єднано використовуючи контролер пам'яті що перемикається між запитами зв'язної та не-зв'язної пам'яті. Фізична пам'ять поділяється (англ. partitioned): до 512 МБ + віртуальна для ГОЕ, залишок + віртуальна для ЦОЕ. Платформа 2012 року допоможе ГОЕ отримувати доступ до пам'яті ЦОЕ без перетинання драйверу пристроя. Платформа 2013 року використовуватиме повноцінний уніфікований контролер пам'яті як для ЦОЕ так і для ГОЕ. Платформа 2014 року впровадить апаратне перемикання оточення англ. context switching для ГОЕ.

### Платформи 2011 року
| Платформа                          | Серія                               | Кодова назва | Статус            | Дата запуску | Процес     | ПТД (англ. TDP) | Ядро ЦОЕ             | К-сть Шейдерів Radeon'у | Версія DirectX | Версія OpenGL | Версія OpenCL |
| ---------------------------------- | ----------------------------------- | ------------ | ----------------- | ------------ | ---------- | --------------- | -------------------- | ----------------------- | -------------- | ------------- | ------------- |
| Brazos                             | Z-серія                             | Desna        | Виробн. розпочато | червень 2011 | 40 нм Bulk | 6 Ват           | 2 ядер Bobcat        | Evergreen 80            | DirectX 11     | OpenGL 4.1    | OpenCL 1.1    |
| Brazos                             | C-серія G-серія                     | Ontario      | Виробн. розпочато | 1 кв. 2011   | 40 нм Bulk | 5.5–9 Ват       | 1–2 ядер Bobcat      | Evergreen 80            | DirectX 11     | OpenGL 4.1    | OpenCL 1.1    |
| Brazos                             | E-серія G-серія                     | Zacate       | Виробн. розпочато | 1 кв. 2011   | 40 нм Bulk | 18 Ват          | 1–2 ядер Bobcat      | Evergreen 80            | DirectX 11     | OpenGL 4.1    | OpenCL 1.1    |
| Lynx (Десктопна) Sabine (Мобільна) | A8-серія A6-серія A4-серія E2-серія | Llano        | Виробн. розпочато | червень 2011 | 32 нм SOI  | 25–100 Ват      | 2–4 ядер K10 «Husky» | Evergreen 160—400       | DirectX 11     | OpenGL 4.1    | OpenCL 1.1    |

### Платформи 2012 року
| Платформа                   | Серія                                | Кодова назва                 | Статус                                               | Дата запуску    | Процес      | ПТД (англ. TDP)          | Ядро ЦОЕ                                 | К-сть Шейдерів Radeon'у | Версія DirectX | Версія OpenGL | Версія OpenCL |
| --------------------------- | ------------------------------------ | ---------------------------- | ---------------------------------------------------- | --------------- | ----------- | ------------------------ | ---------------------------------------- | ----------------------- | -------------- | ------------- | ------------- |
| Brazos-T                    | Z-серія                              | Hondo                        | Розробляється                                        | 1 пол. 2012     | 40 нм Bulk  | <4.5 Ват                 | 2 ядер Bobcat                            | Evergreen               | DirectX 11     | OpenGL 4.1    | OpenCL 1.1    |
|                             | C-серія G-серія E-series             |                              | Скасовано                                            | 1 пол. 2012     | 28 нм Bulk  | 9 Ват                    | 1-2 ядер Enhanced Bobcat                 | Northern Islands        | DirectX 11     | OpenGL 4.1    | OpenCL 1.1    |
|                             | C-серія G-серія E-series             | Скасовано                    | 1 пол. 2012                                          | 28 нм Bulk      | 17 — 35 Ват | 2-4 ядер Enhanced Bobcat | Northern Islands                         |                         | DirectX 11     | OpenGL 4.1    | OpenCL 1.1    |
| Brazos                      | E2-серія                             | Brazos 2.0                   | Виробн. розпочато                                    | ?               | 40 нм       | 18 Ват                   | 1-2 ядер Bobcat                          | Northern Islands 80     | DirectX 11     | OpenGL 4.1    | OpenCL 1.1    |
| Virgo (Дескт.) Comal (Моб.) | A10-серія A8-серія A6-серія A4-серія | Trinity Weatherford Richland | Розробляється (Desktop) / Виробн. розпочато (Mobile) | 15 травня, 2012 | 32 нм SOI   | 17–100 Ват               | 2-4 ядер Enhanced Bulldozer «Piledriver» | Northern Islands        | DirectX 11     | OpenGL 4.1    | OpenCL 1.1    |

За даними AMD, новий A10 більш направлений на покращення комп'ютерів класу «швидкодія» (англ. performance-class), ніж на «мейнстрім»-клас (англ. mainstream-class), як наприклад А8/A6/A4. Ця стратегія спричинена тим що AMD хоче випускати (новий) найкращий-у-своєму-класі APU кожного року.. Найкраще APU 2012 року від AMD, A10, із серії Trinity, принесло 20 % -30 % збільшення продуктивності процесора і 30 % -50 % — відеокарти, за рахунок використання кращого процесора та переходу від графічної відеокарти серії Radeon HD 5000 до серії Radeon HD 6000.

### Платформи 2013 року
Kaveri, Kabini, та Temash замінять відповідно Trinity, Brazos 2.0, та Hondo.

## Конкуренти
- Intel[50]
  - Sandy Bridge — процесорна архітектура компанії Intel, яка базується на 32 нм тех-процесі. На основі неї представлені процесори, що мають від 1-го до 8-ми ядер. Включає інтегроване графічне ядро з підтримкою API DirectX 10.1. 2011 рік
  - Ivy Bridge — процесорна мікроархітектура Intel яка є стиснутою версією Sandy Bridge та базується на 22 нм тех-процесі. 2012 рік
  - Haswell — майбутня процесорна мікроархітектура Intel яка базується на 22 нм тех-процесі. Очікуваний старт виробництва — десь у 2013 році.
  - Broadwell (раніше звався Rockwell) — майбутня процесорна мікроархітектура Intel яка базується на 14 нм тех-процесі та є стиснутою версією Haswell мікроархітектури. Очікуваний старт виробництва — десь у 2014 році.
  - Skylake — майбутня процесорна мікроархітектура Intel яка базується на 14 нм тех-процес. Очікується десь у 2015 році.
  - Skymont — майбутня процесорна мікроархітектура Intel яка базується на 10 нм тех-процесі та є стиснутою версією Skylake мікроархітектури. Очікуваний старт виробництва — десь у 2016 році.
- VIA CoreFusion — продукт компанії VIA, який націлений на ринок комп'ютерів з низьким енергоспоживанням.